# Rhodostemonodaphne dioica
Rhodostemonodaphne dioica (Mez) Rohwer – gatunek rośliny z rodziny wawrzynowatych (Lauraceae Juss.). Występuje naturalnie w Peru oraz Brazylii (w stanie Acre). 

## Morfologia
PokrójZimozielone drzewo dorastające do 40 m wysokości.
LiścieMają eliptyczny kształt. Są skórzaste, owłosione od spodu. Nasada liścia jest ostrokątna. Liść na brzegu jest całobrzegi. Wierzchołek jest spiczasty. Ogonek liściowy jest owłosiony i dorasta do 20 mm długości.